# 에베비인

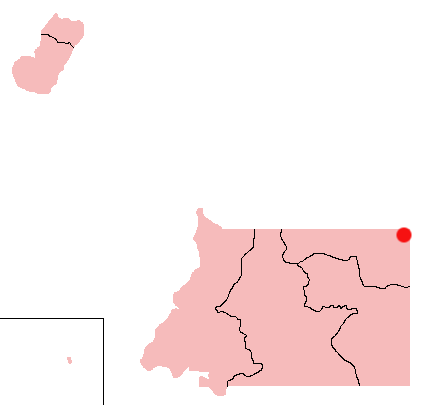
에베비인의 위치

에베비인(스페인어: Ebebiyín)은 적도 기니의 도시로, 키에은템 주의 주도이다. 리오무니 북동쪽에 위치하며 가봉, 카메룬과 국경을 접한다.
인구는 24,831명(2005년 기준)이며 적도 기니에서 세 번째로 큰 도시이다. 바타와 카메룬 야운데, 가봉 중부 지방을 연결하는 도로가 지나간다.